# Vinya de Rius
La Vinya de Rius és una antiga vinya reconvertida en camps de conreu d'arbres fruiters del municipi de Castell de Mur, al Pallars Jussà, a l'antic terme de Mur, en terres del poble de Vilamolat de Mur.
Està situada a l'esquerra del barranc de les Borrelles, al sud dels Horts de Rius. Queda a ponent de les Borrelles de Deçà i al nord-oest del Tros de Riu. És al sud-est de Vilamolat de Mur.